# Сулими (Зіньківська міська громада)
Сулими́ — село в Україні, у Зіньківській міській громаді Полтавського району Полтавської області. Населення становить 43 осіб. До 2020 орган місцевого самоврядування — Загрунівська сільська рада.

## Географія
Село Сулими знаходиться на відстані до 2-х км від сіл Цвітове та Величкове (Шишацький район). Майже з'єдналося з селом Воскобійники, відстань між будівлями складає 400 м.По селу протікає пересихаючий струмок з загатою.

## Історія
За даними на 1859 рік у козачому хуторі Зіньківського повіту Полтавської губернії, мешкало 182 особи (94 чоловічої статі та 88 — жіночої), налічувалось 25 дворових господарств.
До 50-х років 20 століття в Сулимах було 2 колгоспи. Населення становило близько 800 чоловік.
12 червня 2020 року, відповідно до розпорядження Кабінету Міністрів України № 721-р «Про визначення адміністративних центрів та затвердження територій територіальних громад Полтавської області», село увійшло до складу Зіньківської міської громади.
19 липня 2020 року, в результаті адміністративно - територіальної реформи та ліквідації Зіньківського району, село увійшло до складу новоутвореного Полтавського району Полтавської області.

## Населення

### Мова
Розподіл населення за рідною мовою за даними перепису 2001 року:
| Мова       | Кількість | Відсоток |
| ---------- | --------- | -------- |
| українська | 102       | 87.94%   |
| російська  | 7         | 6.03%    |
| румунська  | 7         | 6.03%    |
| Усього     | 116       | 100%     |

## Інфраструктура
У селі розташована тваринницька ферма СТОВ «Воскобійники» (генеральний директор Капленко Валерій Ілліч), фельдшерсько—акушерський пункт.
Найстаріша споруда села — приміщення школи, що була збудована 1905 року. До 1972 року в ній була розміщена початкова школа.